# Presseclub Concordia
Der Presseclub Concordia ist ein unabhängiger Verein in Österreich, dem sowohl österreichische Journalisten und Schriftsteller als auch Korrespondenten ausländischer Medien angehören. Mit seiner Gründung im Jahr 1859 gilt er als die älteste bestehende Journalistenvereinigung weltweit. Zu den Aufgaben des Vereins zählen die Wahrung der Pressefreiheit und der journalistischen Ethik, die Vernetzung in- und ausländischer Journalisten und Journalistinnen sowie die Veranstaltung von Pressekonferenzen. Der Presseclub Concordia agiert als medienpolitische Interessenvertretung und setzt sich unter anderem für Informationsfreiheit, eine Reform der Presseförderung und die politische Unabhängigkeit des ORF ein.

## Geschichte
Der Verein wurde am 23. August 1859 mit dem ursprünglichen Zweck der Unterstützung hilfsbedürftiger Mitglieder gegründet. Er ist der älteste Presseclub (Verein) der Welt. 1872 wurde ein Pensionsfonds eingerichtet. 1880 wurde in Innere Stadt (Wien) (1. Gemeindebezirk) der Concordiaplatz nach dem Club benannt. In Österreichs Zeit des Nationalsozialismus (1938–1945) wurde der Club aufgelöst und das Vermögen beschlagnahmt. Er wurde 1946 wiedergegründet und 1958 mit dem Österreichischen Presseclub zum heute noch gültigen Namen Presseclub Concordia vereinigt. Im selben Jahr wurde der Umbau der Bankgasse 8 in Wien abgeschlossen, wo der Verein seinen Sitz hat. Die historischen Räume in der Bankgasse wurden als Teil-Wiedergutmachung für die Schädigungen des Presseclubs durch das NS-Regime vom damaligen Bundeskanzler Julius Raab zur Verfügung gestellt. Das Gebäude ist seither als Concordiahaus bekannt.

### Präsidenten
- 1859–1865: Franz Schuselka
- 1865–1872: Leopold Wittelshöfer
- 1872–1876: Wilhelm Ritter von Wiener
- 1876–1879 und 1880–1883: Johann Nordmann
- 1879–1880: Zacharius Konrad Lecher
- 1883–1886 und 1887–1889: Joseph Weil Ritter von Weilen
- 1886–1887: Vratislav Kazimír Šembera
- 1889–1890 und 1894–1897: Jakob Edler von Winternitz
- 1890–1893: Wilhelm Friedrich Warhanek
- 1897–1899: Ferdinand Gross
- 1899–1908: Edgar Spiegl von Thurnsee
- 1908–1919: Sigmund Ehrlich
- 1919–1926: Edmund Wengraf
- 1926–1938: Leopold Lipschütz
- 1938–1939: Konrad Pfitzner
- 1946–1958: Rudolf Holzner
- 1958–1974: Rudolf Kalmar
- 1974–1994: Kurt Skalnik
- 1994–2014: Peter Bochskanl
- seit 2014: Andreas Koller

## Tätigkeiten
Der Verein ist gemäß seinen Statuten den Menschenrechten, der Demokratie und der Pressefreiheit verbunden. Jährlich wird der Concordia-Preis in den Kategorien Menschenrechte und Pressefreiheit sowie in einer Ehrenkategorie vergeben.
Mit dem Rechtsdienst Journalismus startete der Presseclub Concordia Anfang 2022 ein Programm, welches einen Beitrag zur freien Berichterstattung durch juristische Unterstützung von Journalisten bieten soll.
Der Presseclub ist auch Veranstalter des seit 1863 jährlich, nunmehr meist im Juni stattfindenden Concordia Balles im Wiener Rathaus.
Seit 2021 verleiht der Presseclub Concordia zusammen mit der Michael Gaismair Gesellschaft Bozen und der Gemeinde Sexten die vom Land Südtirol gestiftete Auszeichnung für hervorragenden Journalismus im Gedenken an Claus Gatterer.

## Medienpolitische Positionen
Regelmäßig bringt der Presseclub medienpolitische Forderungen und aktuelle Medienthemen in den öffentlichen Diskurs ein und setzt sich gegenüber Öffentlichkeit und Entscheidungsträgern für die vom Verein ausgearbeiteten Positionen ein. Zu diesen Positionen zählen etwa:
- Reform der Presseförderung als „konvergente Journalismusförderung“. Der Presseclub Concordia spricht sich gegen indirekte Förderung in Form von Regierungsinseraten und für eine Erhöhung und transparente Vergabe von Fördermitteln nach klaren Qualitätskriterien aus.[3]
- Schutz von Journalisten gegen Angriffe – offline und online. Gefordert werden Unterstützung für betroffene Journalisten sowie eine Sensibilisierung von Justiz und Behörden.[10]
- Der Presseclub Concordia tritt für ein Informationsfreiheitsgesetz ein und spricht sich gegen das in Österreich in der Verfassung verankerte Amtsgeheimnis aus.
- Entpolitisierung des ORF-Stiftungsrats und eine Beitragsfinanzierung des öffentlich-rechtlichen Rundfunk.[11]
- Der Presseclub Concordia fordert in einer Resolution Maßnahmen von der Politik gegen SLAPP-Klagen.[12]

## Vereinsstruktur
Seit Juni 2014 ist Andreas Koller, stellvertretender Chefredakteur der Salzburger Nachrichten, Präsident.
Für weitere vier Jahre bestätigt wurde Koller zuletzt bei der Generalversammlung 2022 im Zuge derer Petra Stuiber, stellvertretende Chefredakteurin von Der Standard, als neue Vizepräsidentin gewählt wurde. Weitere Vizepräsidenten sind Katharina Schell, Mitglied der APA-Chefredaktion und Helmut Spudich.  Annemarie Kramser ist Kassierin. Gemeinsam bilden sie das Präsidium, welches den Verein nach außen vertritt.
Martina Salomon, Chefredakteurin des Kurier, hat sich 2022 nach zwei Funktionsperioden aus dem Präsidium zurückgezogen, verbleibt aber im Vorstand des Vereins. Neu in den Vorstand gewählt wurde 2022 die bei Profil tätige Journalistin Eva Linsinger.
Die Leitung des Vereins obliegt dem Vorstand, der sich aus folgenden Personen zusammensetzt:
- Dieter Bornemann
- Marta S. Halpert
- Elfriede Hammerl
- Gerlinde Hinterleitner
- Matthias Karmasin
- Daniela Kraus
- Eva Linsinger
- Wolfgang Sablatnig
- Martina Salomon
- Florian Skrabal

Ehrenmitglieder:
- Peter Bochskanl
- Ilse-Brandner-Radinger
- Elisabeth Horvath
- Heinz Nußbaumer

Die laufenden Geschäfte des Vereins werden von einem Generalsekretär geführt, der vom Vorstand bestellt wird. Anfang 2019 übernahm Daniela Kraus die Rolle der Generalsekretärin. Sie löste damit Astrid Zimmermann ab, die diesen Posten seit 2010 innehatte. In den Jahren 1990 bis 2010 war Ilse Brandner-Radinger Generalsekretärin.
Laut Statut werden hauptberufliche Journalisten und Schriftsteller als ordentliche Mitglieder im Verein aufgenommen.

### Prominente Mitglieder (historische Auswahl)
- Ludwig Anzengruber
- Hermann Bahr
- Karl Farkas
- Karl-Emil Franzos
- Franz Grillparzer
- Theodor Herzl
- Alexander Lernet-Holenia
- Fritz Molden
- Johann Nestroy
- José Rizal
- Arthur Schnitzler
- Hilde Spiel
- Johann Strauß
- Friedrich Torberg
- Anton Wildgans
- Berta Zuckerkandl
- Hugo Portisch
- Alice Schalek
- Julius Bauer
- Moritz Benedikt
- Milo Dor
- Vera Ferra-Mikura
- Karl Emil Franzos
- Claus Gatterer
- Ludwig Hirschfeld
- Oscar Pollak
- Kurt Vorhofer
- Franz Theodor Csokor
- Marie von Ebner-Eschenbach
- Vincenz Ludwig Ostry
- Emanuel Mendel Baumgarten
- Raoul Auernheimer
- Wilhelm Schlesinger

## Assoziation mit anderen Organisationen
Der Presseclub Concordia ist eine der Trägerorganisation des Österreichischen Presserats, Gesellschafter der Verwertungsgesellschaft Literar Mechana, wo er die Interessen von Journalisten und Schriftstellern bei der Wahrnehmung der Verwertungsrechte vertritt, sowie eine der Trägerorganisationen von AJOUR, einer 2017 initiierten Anlaufstelle für arbeitslose Journalisten. Weiters ist der Presseclub Gründungsmitglied sowohl der Europäischen Föderation der Presseclubs als auch der Internationalen Vereinigung der Presseclubs.